# Meriones hurrianae
Meriones hurrianae (Меріонес індійський) — вид родини мишеві (Muridae).

## Поширення
Країни поширення: Індія, Іран, Пакистан. Живе на висотах від 75 до 300 м. Воліє піщані рівнини з більш високою щільністю кущів. Вид може також бути знайдений у лісі акації і живоплотах. Було виявлено, що займає краї оброблених полів.  

## Звички
Денний, риючий, соціальний та колоніальний (5-20 осіб) вид. Утворює від поверхневих до глибоких нір на рівнинах. 

## Загрози та охорона
Цей вид знаходиться під загрозою у частинах ареалу через втрату і деградацію середовища проживання за рахунок розширення сільського господарства, дрібних операцій вирубки, вторгнення чужорідних видів рослин, які безпосередньо впливають на середовище існування, збір дров. Цей вид зустрічається в деяких охоронних територіях.